# アルゲマイネ・ムジカリッシェ・ツァイトゥング

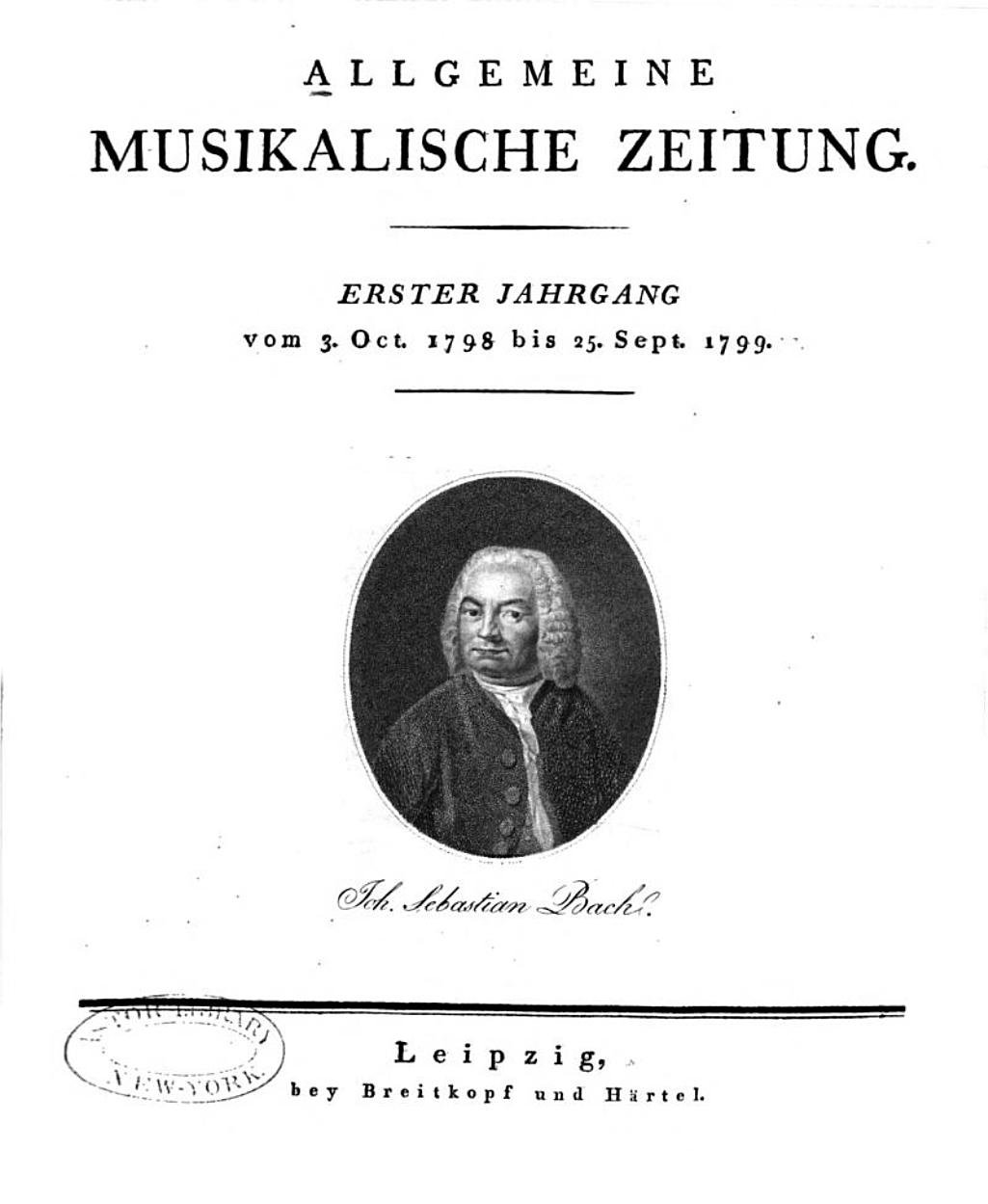
創刊号の扉。ヨハン・ゼバスティアン・バッハの肖像画が掲げられている。

『アルゲマイネ・ムジカリッシェ・ツァイトゥング』(Allgemeine musikalische Zeitung) 、ないし、『一般音楽新聞』（いっぱんおんがくしんぶん）は、19世紀に刊行されていたドイツ語の定期刊行物。アレッサンドラ・コミーニ（Comini, 2008) は、この定期刊行物について「当時もっとも有力なドイツ語による音楽に関する定期刊行物」だったと述べている。同誌は、ドイツ語圏に焦点を当てつつ、フランス、イタリア、ロシア、イギリスや、時にはアメリカ合衆国まで含めた多くの国々で開催される音楽イベントについて、レヴューを掲載していた。

## 沿革
この定期刊行物は、二つの異なる時期に刊行され、最初は1798年から1848年にかけて週刊誌として刊行され、一旦休刊してから復活して再び1866年から1882年まで刊行された。当初の発行元は、ライプツィヒのブライトコプフ・ウント・ヘルテルで、第2期の最初の3年間も同じであったが、その後は J・ライター＝ビーダーマン (J. Reiter-Biedermann) が発行していた。第2期の一時には、『ライプツィガー・アルゲマイネ・ムジカリッシェ・ツァイトゥング』(Leipziger Allgemeine musikalische Zeitung) という名称を用いていた。
初期から1,000部ほどが発行されており、当時の音楽雑誌としては抜群の規模であった。内容の中で大きな意味があったのは、ピアノ曲を中心とした新刊楽譜の案内であった。
この雑誌には、重要な作品の素材が掲載されることも多く、ゲオルク・アウグスト・グリージンガーによるヨーゼフ・ハイドンの伝記の最初のバージョンが連載されたり、音楽学者グスタフ・ノッテボームによる記事や音楽評論家エドゥアルト・ハンスリックの批評が掲載されることもあった。同誌は、著名な批評家であったE・T・A・ホフマンを編集者として雇い入れ、彼が書いたルートヴィヒ・ヴァン・ベートーヴェンの交響曲第5番についての大きな影響力をもったレヴューを掲載した。同誌には、ロベルト・シューマンやフランツ・リストも寄稿した。
また、同誌には、初代の編集長が手がけた、通称「ロホリッツの逸話」と呼ばれるヴォルフガング・アマデウス・モーツァルトに関する逸話の数々も掲載された。今日では、そうした逸話のロホリッツの空想によって大いに潤色された産物であると広く考えられている。（en:Biographies of Mozart、en:Mozart's compositional method を参照のこと。）

### 編集長
『アルゲマイネ・ムジカリッシェ・ツァイトゥング』の最初の50年間の編集長は以下の通りである。
- ヨハン・フリードリヒ・ロホリッツ (Johann Friedrich Rochlitz) - 創刊から20年間編集長を務め、その後も17年間寄稿し続けた。
- ゴットフリート・クリストフ・ヘルテル (Gottfried Christoph Härtel) - 同誌の出版社の所有者だったが、匿名で10年間にわたって編集長を務めた。
- ゴットフリート・ヴィルヘルム・フィンク (Gottfried Wilhelm Fink) - 14年間、編集長を務めた。
- カール・フェルディナント・ベッカー (Carl Ferdinand Becker) - ライプツィヒのオルガニスト、1842年
- モーリッツ・ハウプトマン (Moritz Hauptmann) - ライプツィヒの聖トーマス教会のカントル、1843年
- 編集長のいない3年間の空白期間。
- ヨハン・クリスティアン・ローベ (Johann Christian Lobe) - 最後の2年半。

### 国際音楽記事総覧及び記事索引 (RIPM)
『国際音楽記事総覧及び記事索引』(Répertoire international de la presse musicale, RIPM) は、二つの時期の両方について刊行されている。
- Ole Hass, Allgemeine musikalische Zeitung 1798–1848. 14 vols. Répertoire International de la Presse Musicale (Baltimore, Maryland: RIPM, 2009).[5]
- Karl Kügle, Allgemeine musikalische Zeitung 1863–1882. 7 vols. Répertoire International de la Presse Musicale (Ann Arbor, Michigan: UMI, 1995.[6]

なお、この『アルゲマイネ・ムジカリッシェ・ツァイトゥング』は、ベルリンで出版されていた『ベルリナー・アルゲマイネ・ムジカリッシェ・ツァイトゥング (Berliner allgemeine musikalische Zeitung)』や、ウィーンで出版されていた『ヴィエナー・アルゲマイネ・ムジカリッシェ・ツァイトゥング (Wiener allgemeine musikalische Zeitung)』とは別の出版物である。